# Louise Flodin
Louise Charlotta Kristina Söderqvist, dite Flodin (1828 – 1923), est une journaliste, typographe, féministe suédoise. Elle est la première femme en Suède à obtenir une licence de journaliste . 

## Biographie
Louise naît à Örebro en 1828 où sa mère dirige une école. D'abord enseignante dans l'école de sa mère, elle décide de suivre un stage dans une imprimerie, en 1856. Achetant une presse à Arboga en 1858, elle apprend la typographie en autodidacte, ce qui est inhabituel pour une femme à l'époque et commence immédiatement à publier l'hebdomadaire Journal d'Arboga (Arboga Tidning) qui paraissait une fois par semaine.  
D'abord seule au sein de son imprimerie, elle effectuait toutes les tâches avant d'embaucher une employée. Le fait d'employer une femme était un choix délibéré de sa part car elle pouvait, ainsi, la former aux métiers de typographe et de journaliste, carrières habituellement réservées aux hommes. Par la suite, elle a continué à superviser l'ensemble du processus d'édition du journal, depuis sa création jusqu'à son impression finale et formait elle-même ses typographes .  
Elle n'était pas la première femme éditrice en Suède - d'autres avant elle ont fondé ou dirigé des journaux au XVIIIe siècle -  mais elle fut la première à être officiellement reconnue et licenciée comme telle, légitimée par ses pairs et autres contemporains. Elle a permis d'ouvrir la voie de cette nouvelle profession aux femmes de son époque.  
En 1862, le journal est vendu et elle déménage à Stockholm où elle publie le journal Iris de 1862 à 1864 et dirige une imprimerie de 1862 à 1874 dans laquelle le personnel est exclusivement féminin. Lorsque les femmes ont officiellement été acceptées au sein des Publicistklubben (Swedish Publicists' Association (en)), en 1885, Louise Flodin a été l'une des premières à y avoir ses entrées. 
En 1865, elle épouse l'éditeur Sigfrid Flodin. 